# Ciak d'oro 2024
La 39ª edizione dei Ciak d'oro si è svolta con la collaborazione di Sky TG24. La votazione del pubblico per le principali categorie è avvenuta in tre fasi distinte; una prima selezione dall'8 al 13 gennaio, con una scelta tra quindici candidature, successivamente dieci dal 14 al 17, posticipato al 18 e infine i cinque finalisti dal 18 al 22 dello stesso mese. Da febbraio 2025 una giuria professionista decreta i premi tecnici. Le pellicole considerate sono produzioni italiane distribuite dal 1º dicembre 2023 al 15 dicembre 2024.
La 2ª edizione dei Ciak d'oro Serie tv è stata premiata nel mese di luglio 2024.

## Trasmissione
Gli interventi dei vincitori vengono trasmessi in due Speciali di Sky Tg24,  condotti dal vicedirettore del canale, Omar Schillaci, e dal direttore di Ciak Flavio Natalia

## Vincitori e candidati sezione cinema
I vincitori sono indicati in grassetto, a seguire gli altri candidati. La percentuale indica le preferenze dei votanti. L'ordine non è alfabetico ma corrispondente alla classifica di percentuale.

### Miglior film commedia
- Un mondo a parte, regia di Riccardo Milani (49,62%)
  - Diamanti, regia di Ferzan Özpetek (16,34%)
  - Un oggi alla volta, regia di Nicola Conversa (12,18%)
  - L'invenzione di noi due, regia di Corrado Ceron
  - L'ultima settimana di settembre, regia di Gianni De Blasi
  - Falla girare 2 - Offline, regia di Giampaolo Morelli (secondo turno)
  - Finché notte non ci separi, regia di Riccardo Antonaroli (secondo turno)
  - La storia del Frank e della Nina, regia di Paola Randi (secondo turno)
  - Succede anche nelle migliori famiglie, regia di Alessandro Siani (secondo turno)
  - Romeo è Giulietta, regia di Giovanni Veronesi (secondo turno)
  - Sei fratelli, regia di Simone Godano (primo turno)
  - Taxi Monamour, regia di Ciro De Caro (primo turno)
  - Santocielo, regia di Francesco Amato (primo turno)
  - Un altro ferragosto, regia di Paolo Virzì (primo turno)
  - Te l'avevo detto, regia di Ginevra Elkann (primo turno)

### Miglior film drammatico
- Il treno dei bambini, regia di Cristina Comencini (40,02%)
  - Familia  regia di Francesco Costabile (19,50%)
  - Napoli - New York, regia di Gabriele Salvatores (17,64%)
  - Berlinguer - La grande ambizione, regia di Andrea Segre
  - Vermiglio, regia di Maura Delpero
  - Parthenope, regia di Paolo Sorrentino (secondo turno)
  - Hey Joe, regia di Claudio Giovannesi (secondo turno)
  - Il tempo che ci vuole, regia di Francesca Comencini (secondo turno)
  - Non sono quello che sono, regia di Edoardo Leo (secondo turno)
  - Confidenza di Daniele Luchetti (secondo turno)
  - Another End di Piero Messina (primo turno)
  - Campo di battaglia di Gianni Amelio (primo turno)
  - Eterno visionario di Michele Placido (primo turno)
  - I dannati (The Damned), regia di Roberto Minervini (primo turno)
  - The Penitent, regia di Luca Barbareschi (primo turno)

### Miglior regista
- Ferzan Özpetek - Diamanti (30,33%)
  - Cristina Comencini - Il treno dei bambini (22,75%)
  - Riccardo Milani - Un mondo a parte (20,33%)
  - Gabriele Salvatores - Napoli - New York
  - Paolo Sorrentino - Parthenope
  - Maura Delpero - Vermiglio (secondo turno)
  - Francesco Costabile - Familia (secondo turno)
  - Francesca Comencini - Il tempo che ci vuole (secondo turno)
  - Marco Risi - Il punto di rugiada (secondo turno)
  - Luca Guadagnino - Challengers (secondo turno)
  - Vincenzo Alfieri - Il corpo (primo turno)
  - Edoardo Leo - Non sono quello che sono (primo turno)
  - Giovanni Veronesi - Romeo è Giulietta (primo turno)
  - Marco D'Amore - Caracas (primo turno)
  - Michele Placido - Eterno visionario (primo turno)
  - Stefano Sollima - Adagio (primo turno)
  - Enrico Maria Artale - El paraíso (primo turno)
  - Saverio Costanzo - Finalmente l'alba (primo turno)
  - Gianluca Jodice - Le Déluge (primo turno)
  - Marco Tullio Giordana - La vita accanto (primo turno)

### Migliore attore protagonista
- Francesco Di Leva - Familia e Il treno dei bambini (39,67%)
  - Marco Leonardi - Il mio posto è qui (25,06%)
  - Lino Guanciale - L'invenzione di noi due (17,94%)
  - Antonio Albanese - Un mondo a parte
  - Pierfrancesco Favino - Napoli - New York e Adagio
  - Simone Liberati - Holy Shoes (secondo turno)
  - Silvio Orlando - Un altro ferragosto e Parthenope (secondo turno)
  - Fabrizio Gifuni - Il tempo che ci vuole (secondo turno)
  - Alessandro Borghi - Campo di battaglia (secondo turno)
  - Riccardo Scamarcio - Modì - Tre giorni sulle ali della follia, Race for Glory: Audi vs. Lancia e Sei fratelli (secondo turno)
  - Toni Servillo - Iddu - L'ultimo padrino, Caracas e Adagio (primo turno)
  - Adriano Giannini - Adagio e Sei fratelli (primo turno)
  - Fabrizio Bentivoglio - Eterno visionario (primo turno)
  - Claudio Santamaria - Non riattaccare e Una terapia di gruppo (primo turno)
  - Edoardo Pesce - El paraíso e Martedì e venerdì (primo turno)

### Migliore attrice protagonista
- Luisa Ranieri - Diamanti (31,76%)
  - Maria Pia Calzone - SottoCoperta e La casa di Ninetta (19,46%)
  - Ludovica Martino - Il mio posto è qui (17,83%)
  - Claudia Pandolfi - Il ragazzo dai pantaloni rosa
  - Virginia Raffaele - Un mondo a parte
  - Vanessa Scalera - Dall'alto di una fredda torre e Diamanti (secondo turno)
  - Chiara Francini - Coppia aperta, quasi spalancata (secondo turno)
  - Jasmine Trinca - Diamanti e Maria Montessori - La Nouvelle Femme (La Nouvelle Femme) (secondo turno)
  - Pilar Fogliati - Confidenza, Romeo è Giulietta e Finché notte non ci separi (secondo turno)
  - Barbora Bobulova - Per il mio bene (secondo turno)
  - Federica Rosellini - Confidenza e Campo di battaglia (primo turno)
  - Martina Scrinzi - Vermiglio (primo turno)
  - Claudia Gerini - Il corpo e The Well (primo turno)
  - Valentina Bellè - La vita accanto e Sei fratelli (primo turno)
  - Cristiana Dell'Anna - Francesca Cabrini (Cabrini) (primo turno)

### Migliore esordio alla regia
- Michela Giraud - Flaminia (35,03%)
  - Gianluca Santoni - Io e il secco (28,72%)
  - Damiano Giacomelli - Castelrotto (15,10%)
  - Simona Cocozza - SottoCoperta
  - Daniela Porto e Cristiano Bortone - Il mio posto è qui
  - Lina Sastri - La casa di Ninetta (secondo turno)
  - Mario Vezza - Desiré (secondo turno)
  - Francesco Frangipane - Dall'alto di una fredda torre (secondo turno)
  - Margherita Vicario - Gloria! (secondo turno)
  - Luigi Di Capua - Holy Shoes (secondo turno)
  - Sara Fgaier - Sulla Terra leggeri (primo turno)
  - Cécile Allegra - Criature (primo turno)
  - Carolina Pavone - Quasi a casa (primo turno)
  - Andrea Baroni - Amen (primo turno)
  - Milad Tangshir - Anywhere Anytime (primo turno)
  - Maria Tilli - Animali randagi (primo turno)
  - Federica Di Giacomo - Coppia aperta, quasi spalancata (primo turno)
  - Simone Massi - Invelle (primo turno)
  - Filippo Barbagallo - Troppo azzurro (primo turno)
  - Grazia Tricarico - Body Odissey (primo turno)

### Rivelazione dell'anno
- Celeste Dalla Porta[6]

### Superciak d'oro
- Luca Zingaretti,[7] Ferzan Özpetek[6]

## Vincitori e candidati sezione serie televisiva
I vincitori sono indicati in grassetto, a seguire gli altri candidati. La percentuale indica le preferenze dei votanti.

### Migliore serie italiana
- Un'estate fa (28,45%)
  - Blanca (24,55%)
  - Questo mondo non mi renderà cattivo (18,67%)
  - Il clandestino (17,52%)
  - Briganti (10,81%)

### Migliore serie internazionale
- Lupin III (26,01%)
  - The Crown (24,86%)
  - Berlino (21,05%)
  - The Bear (15,09%)
  - The Gentlemen (13,00%)

### Miglior protagonista internazionale
- India Amarteifio - La regina Carlotta: Una storia di Bridgerton (28,98%)
  - Omar Sy - Lupin (22,13%)
  - Pedro Alonso - Berlino (18,47%)
  - Jennifer Aniston e Reese Witherspoon - The Morning Show (16,53%)
  - Jodie Foster - True Detective (13,89%)

### Migliore attrice italiana
- Maria Chiara Giannetta - Blanca (33,19%)
  - Matilde Gioli - Doc - Nelle tue mani (25,27%)
  - Luisa Ranieri - Le indagini di Lolita Lobosco (16,24%)
  - Pilar Fogliati - Odio il Natale (14,18%)
  - Vanessa Scalera - Imma Tataranni - Sostituto procuratore (11,11%)

### Miglior attore italiano
- Luca Argentero - Doc - Nelle tue mani (28,90%)
  - Lino Guanciale - Un'estate fa (25,11%)
  - Alessandro Gassmann - Un professore (22,60%)
  - Edoardo Leo - Il clandestino (15,18%)
  - Michele Riondino - I leoni di Sicilia (8,22%)

### Miglior protagonista pubblico under 30
- Nicolas Maupas - Un professore e Noi siamo leggenda (42,46%)
  - Giacomo Giorgio - Doc - Nelle tue mani (21,45%)
  - Domenico Cuomo - Un professore (19,84%)
  - Pietro De Nova - Call My Agent - Italia (9,64%)
  - Sangiovanni - Vita da Carlo (6,61%)

### Miglior serie pubblico under 30
- Pesci piccoli - Un'agenzia. Molte idee. Poco budget (39,22%)
  - Un professore (21,69%)
  - Doc - Nelle tue mani (19,97%)
  - Noi siamo leggenda (10,40%)
  - Odio il Natale (8,72%)